# Corydalis vittae
Corydalis vittae är en vallmoväxtart som beskrevs av Alfred Alekseevich Kolakovsky. Corydalis vittae ingår i släktet nunneörter, och familjen vallmoväxter. Inga underarter finns listade i Catalogue of Life.